# Henk Hartog
Hendrik Marinus (Henk) Hartog (Nijmegen, 18 november 1915 - Midden-Europa, 30 april 1943) was een Nederlands kunstenaar. Hij was graficus en tekenaar. 
Hartog volgde de Haagse Academie voor Beeldende Kunsten en kreeg daarna les aan de Reichmann School in Londen. In 1938 vertrok hij naar de Verenigde Staten, waar hij zowel aan de West- als de Oostkust werkte. Hoewel het in Europa al erg onrustig was besloot hij in 1939 via Portugal naar Nederland terug te keren. Hij vestigde zich te Wassenaar.
In 1942 vertrok hij met de broers Rob en Jaap Rosen Jacobson uit Nederland. Ze probeerden Zwitserland te bereiken maar Hartog werd in Frankrijk door de Duitsers gearresteerd en per trein naar het oosten gedeporteerd waar hij de dood zou vinden. Het drietal werd vanuit het doorgangskamp Drancy met transport no. 24 naar Auschwitz gedeporteerd. De broers Jacobson wisten uit de trein te springen en overleefden de oorlog. 
Hartog was bevriend met Paul Citroen die in 1947 een herdenkingsboek met reproducties over hem samenstelde: De tekenaar Henk Hartog, 1915-1942.
- Biografisch Portaal: 23840603
- International Standard Name Identifier: 0000 0003 5660 7605
- Nederlandse Thesaurus van Auteursnamen: 166194808
- RKD-Nederlands Instituut voor Kunstgeschiedenis: 36287
- Virtual International Authority File: 189905457
- WorldCat: E39PBJcKP9X7ykhKDrwyWck7HC